# Awa Sissao
Awa Sissao est une chanteuse d’afrobeat mandingue burkinabè. 

## Biographie

### Formations et débuts
Awa Sissao est native de la Boucle du Mouhoun.  
Awa Sissao commence sa carrière en 1993 dans le groupe « Djamana percussion ». Elle est comme choriste et danseuse. Avec l’accompagnement d’Abdoulaye Cissé, elle est formée à la performance scénique.  
Elle se fait remarquer en 2003 dans des orchestres live dans différents bars de la ville de Ouagadougou. Yves Olivier est séduit par le talent  de l’artiste. L’ancien directeur de l’Institut français de Ouagadougou la programme pour un café-concert. Engagée, ayant une voix particulière et une présence scénique forte, Awa Sissao offre une grande performance.  
Awa Sissao suit diverses formations comme les techniques vocales avec le chanteur lyrique camerounais Jacques Greg-Belobo. Elle travaille avec le maestro Phillip Nahon du grand orchestre de Ars Nova, la chanteuse Émeline Michèle et la chanteuse Shola Adidas Farrar. 

### Parcours artistique et engagement
Jacques Greg-Belobo facilite une rencontre entre l’artiste et le mythique groupe Yeleen. Ainsi naît le tout premier opus de Sissao. « Destin », un album de huit titres qui remporte le trophée de meilleur espoir de la musique burkinabè à la plus grande cérémonie de récompense  les Kundé d’or.
Destin est présenté aux Nuits atypiques de Koudougou. La qualité de son passage lui permet une tournée de quatorze dates en Hollande, deux concerts en Côte d'Ivoire au Palais de la culture Abidjan. Avec ce succès national, l'album est vendu à 25 000 exemplaires au Burkina Faso (l’équivalent du disque d’or). Il  permet à Awa Sissao de faire plus de 250 spectacles.
L’engagement de l’artiste pour le bien-être de la femme fait d’elle une championne de l'OMD3 et ambassadrice des droits et de l'autonomisation économique de la femme  par l'ambassade du Danemark au Burkina en 2007. Ce qui lui vaut une invitation au siège des Nations-Unies pour un concert lors de l'appel mondial à l'action sur l'OMD et aussi chanteuse principale du cirque Djaman Buren sous la direction artistique de Phillip Nahon en France en 2009.
Elle aborde dans ses chansons des thèmes variés tels le mariage forcé, l’excision, les droits des femmes et des enfants, l’amour, la condition de vie de la femme africaine sont entre autres le créneau qu’elle défend. 
En 2011, elle revient sur la scène avec un  2e  album de 12 titres  «  benkandi »  - cohésion en langue locale dioulas. Un appel au respect des droits de la femme et de l’enfant dans une rythmique aux influences jazz, blues et afro. 
Awa Sissao soutient en 2013, avec le single Étalons, l’équipe nationale les Etalons du Burkina.
En 2014, elle fait une transition musicale en vue d’annoncer son prochain album à travers un maxi « escale » de deux titres ; mariage et gounou. 

## Œuvres

### Discographies
- 2006 : Destin
- 2001 : Binkandi

### Singles
- 2013: : Les Étalons
- 2015 : Escales

### Créations musicales
- Création musicale avec le camerounais Fredy Massamba, et le Ghanéen King Ayissoba (Ouaga hip hop[4])
- Création musicale avec le grand orchestre harmonie d’Ars Nova dans la langue d'après Babel
- Création musicale avec les ambassadeurs de la liberté d'expression pendant Jazz à Ouaga[5] avec Alif Naaba du Burkina Faso,  Zenab du Bénin, Josey de la Côte d'Ivoire, Didier Awadi du Sénégal, Soum Bill de la Côte d'Ivoire.

## Distinctions
- 2004 : Lauréate du grand prix de la chanson moderne catégorie vedette[6]
- 2007 : Ambassadrice des droits et de l'autonomisation économique de la femme
- Ambassadrice de l'allaitement maternel exclusif[7] de 0 à 6 mois
- Ambassadrice de la liberté d'expression
- Ambassadrice du festival en Allemagne dénommé Bark Wende